# Paraseuratum
Paraseuratum ist eine Gattung der Spulwürmer mit zwei Arten.

## Merkmale
Paraseuratum hat die Eigenschaften der Quimperiinae. Ein Genitalsaugnapf fehlt oder ist nur angedeutet. Der vordere Körperbereich ist ohne seitliche Ausläufer (Flügel). Die Deiriden sind kaum sichtbar. Der Ösophagus hat sechs Zähne, die in die Mundhöhle ragen.

## Systematik
Zur Gattung gehören folgende Arten:
- Paraseuratum albidum Kloss, 1966
- Paraseuratum soaresi de Fabio, 1983